# أنتيموسياتا
أنتيموسياتا (باليونانية: Ανθεμουσιάς) أو خاراكس سيدا كانت مدينة قديمة في بلاد ما بين النهرين، وفقًا للمؤرخين بليني وسترابو. يذكر ايزيدور من خاراكس أن المدينة كانت تقع على بعد 8 شوني من أفاميا بالقرب من نهر الفرات على الطريق المؤدي إلى سلوقية. ويضعها بطليموس عند سفح جبل يُسمى كاسبيوس.

## الأسم
يعطي تاسيتوس (تاسيتوس آن. 6.41) المدينة ما هو على الأرجح اسمها اليوناني الأصلي، أنثيموسياس، لأنها كانت واحدة من المؤسسات المقدونية في هذا البلد.
في ملاحظات هاردوين على بليني (5.24)، تذكر المدينة بلفظ انثيموسيا او انثيموس على عملة برونزية رومانية، من زمن قراقلة، مع النقش Ἀvθεμουδ́ιων.

## التاريخ
تم تأسيس المدينة على يد أحد أوائل السلالة السلوقية، ووفقًا لبطليموس، كانت تقع بجوار أفاميا.
"في هذه الأثناء، حصل تيريداتس، بموافقة الفرثيين، على ولاء الرقة، أنتيموسياتا، والمدن الأخرى التي تأسست على يد المقدونيين والتي تدعي أسماء يونانية، وكذلك المدن الفرثية هالوس وأرتميتا. وقد ظهرت منافسة من الفرح بين السكان الذين كرهوا أرتابانوس بسبب قسوته، حيث نشأ بين السكيثيين، وكانوا يأملون أن يجدوا في تيريداتس روحًا لطيفة من تدريبه الروماني."
هذه الفتح لتيريداتس الثالث في العام 35 ميلادية على أرتابانوس الثاني كان قصير الأمد، حيث عاد أرتابانوس بسرعة من هيركانيا بجيش من الداهيين السكيثيين. ومع ذلك، اضطر إلى قبول معاهدة مع لوسيوس فيتليوس، حاكم الرومان في سوريا، في العام 37 ميلادية، والتي تنازل فيها عن جميع سلطاته.

## روابط خارجية
- Tacitus, Annals, Bk. VI, 21
- A brief French reference| المُعاصرة | - الفُرات - الجزيرة الفُراتيَّة - أهوار العراق - الخليج العربي - بادية الشَّام - جبال طوروس - دِجلة - جبال زاگرُس                                               |
| القديمة  | - الدولة الأكديَّة - آشور - بلاد بابل - الدولة الكِلدانيَّة - عيلام - الدولة الحيثيَّة - الدولة الميديَّة - الدولة الميتانيَّة - سومر - المملكة الأراراتيَّة - المُدن |

| ما قبل التاريخ \ العُصور القديمة | - أشولينية - الحضارة الموستريَّة - الحضارة الزرزيَّة - الحضارة النطوفيَّة - الحضارة القبفخاريَّة للعصر الحجري الحديث أ - الحضارة القبفخاريَّة للعصر الحجري الحديث ب - حضارة تل حسّونة\حضارة سامرَّاء - حضارة حلف - حضارة العُبيد - حضارة أوروك - حضارة جمدة نصر                                                                |
| التاريخ المُدوَّن                  | - السُلالات السومريَّة الأولى - الدولة الأكديَّة - سُلالة أور الثالثة - السُلالة البابليَّة الأولى - السُلالة الكاشيَّة - الإمبراطوريَّة الآشوريَّة الحديثة - الإمبراطوريَّة البابليَّة الحديثة - الإمبراطوريَّة الأخمينيَّة - الإمبراطوريَّة السلوقيَّة - الإمبراطوريَّة الأشكانيَّة - العهد الرومانيَّ - الإمبراطوريَّة الساسانيَّة - الفتحُ الإسلاميّ |